# Cersay
Cersay korábbi község Franciaország Új-Aquitania régiójában, Deux-Sèvres megyében. 2017. január 1-jén Bouillé-Saint-Paul és Massais korábbi községgel egyesült és az így létrejött Val en Vignes új község része lett.
Lakosainak száma 775 fő (2018. január 1.). Cersay Cléré-sur-Layon, Nueil-sur-Layon, Passavant-sur-Layon, Bouillé-Loretz, Bouillé-Saint-Paul, Genneton, Massais és Ulcot községekkel határos.

## Népesség
A település népességének változása:
| Lakosok száma | 1011 | 703  | 2129 | 703  | 775  |
|               | 2013 | 2015 | 2016 | 2017 | 2018 |